# Nótt
En la mitologia nòrdica, Nótt és la deessa de la nit. Tant en l'Edda poètica, compilada en el segle xiii a partir de fonts tradicionals anteriors, com en l'Edda prosaica composta en el segle xiii, Nótt apareix com la filla d'una figura de nom Nörvi (amb variants) i s'associa amb el cavall Hrímfaxi, mentre que l'Edda prosaica conté informació sobre els ancestres de Nótt, incloent-hi els seus tres matrimonis. El tercer matrimoni de Nótt va ser amb el déu Dellingr i en va resultar el seu fill Dagr, el dia personificat (encara que algunes variacions del manuscrit parlen de Jörð com l'esposa de Dellingr i la mare de Dagr en el seu lloc). Com a nom propi, la paraula Nótt apareix en tota la literatura nòrdica antiga.

## Certificacions

### Edda poètica
En l'estrofa 24 del poema Vafþrúðnismál, el déu Odin (disfressat de "Gagnráðr") pregunta a la Jötun Vafþrúðnir d'on ve el dia, i la nit i les seves marees. En l'estrofa 25, Vafþrúðnir respon:

Delling creu que és el pare del dia,
però la nit va néixer de Nörvi;
els nous i minvants poders creats,
per contar els anys pels humans.

En l'estrofa 14 de la Vafþrúðnismál, Odin afirma que el cavall Hrímfaxi "atrau cada nit als déus benèfics" i que deixa escuma de la seva caiguda cada matí, d'on ve la rosada a les valls. En l'estrofa 30 del poema Alvíssmál, el déu Thor demana al nan Alvíss que li digui com es diu nit en cadascun dels nou mons, així va néixer "Nórr". Alvíss respon que aquesta nit és referida com a "nit" per la humanitat, "foscor" pels déus, "l'emmascarador" per les poderoses Potències, "enfosquit" per la Jötunn, "alegria de somni" pels elfs, mentre que els nans l'anomenen "somiadora-Njörun" (que significa "deessa del somni").

En Sigrdrífumál, després que la valquíria Sigrdrífumál sigui despertada de la maledicció del son per part de l'heroi Sigurd, aquest li demana el seu nom, i ella li dona una "beguda de la memòria" d'una banya per beure plena d'hidromel, i després Sigrdrífumál diu una pregària pagana. El primer vers d'aquesta pregària inclou una referència als "fills de Dagr" i la "filla de Nótt":

Salut al dia! Salut als fills del Dia!
A la nit i la seva filla, salut!
Amb ulls plàcids mireu-nos aquí,
i aquí asseguts dona'ns la victòria.
Salut a Aesir! Salut a Aesir!
Salut a la terra generosa!
Les paraules i la saviesa ens tornen nobles,
i les mans curatives mentre vivim!

### Edda prosaica
Al llibre Edda prosaica, Gylfaginning, Nótt torna a ser personificada. Al capítol 10, la figura entronitzada d'Alt afirma que Nótt és filla d'un Jötunn de Jötunheimr amb el nom de "Norfi o Narfi". Nótt és descrita com "negra i morena", i ha tingut tres matrimonis. El seu primer matrimoni va ser amb Naglfari, i els dos van tenir un fill amb el nom d’Auðr. El segon matrimoni de Nótt va ser amb Annar, i donà lloc a la seva filla Jörð, la terra personificada. Finalment, Nótt es casa amb el déu Dellingr, i la parella té Dagr, que s'encarrega del "poble del seu pare" amb brillantor i justícia. Odin va agafar Nótt i el seu fill Dagr, els va col·locar al cel amb un carro i un cavall cadascun, i fan la volta a la terra cada 24 hores. Nótt cavalca davant de Dagr, i l'escuma del seu cavall Hrímfaxi esquitxa la terra.
Tanmateix, l'erudit Haukur Thorgeirsson assenyala que els quatre manuscrits de Gylfaginning varien en les seves descripcions de les relacions familiars entre Nótt, Jörð, Dagr i Dellingr. En altres paraules, segons el manuscrit, o Jörð o Nátt és la mare de Dagr i parella de Dellingr. Haukur detalla que "el manuscrit més antic, U, ofereix una versió en què Jǫrð és l'esposa de Dellingr i la mare de Dagr, mentre que els altres manuscrits, R, W i T mostren Nótt en el paper d'esposa de Dellingr i mare de Dagr", i argumenta que "la versió de U va sorgir accidentalment quan l'escriptor de U o el seu antecedent va escurçar un text similar al de R,W i T. Els resultats d'aquest accident van arribar a la tradició poètica islandesa".
Al llibre Edda prosaica, Skáldskaparmál, per referir-se a Jörð, l'anomenen "filla de Nótt". El capítol 58 afirma que "Hrimfaxi o Fiorsvartnir dibuixen la nit", i al capítol 64, "Nótt" s'indica com una de les diverses paraules del temps i se cita una versió del passatge d’Alvíssmál.